# Tour de Pologne 2015
La 72e édition du Tour de Pologne a eu lieu du 2 au 8 août 2015. C'est la vingtième épreuve épreuve de l'UCI World Tour 2015.
Elle est remportée par l'Espagnol Ion Izagirre (Movistar) qui s'impose respectivement de deux et trois secondes devant les Belges Bart De Clercq (Lotto-Soudal), vainqueur de la cinquième étape, et Ben Hermans (BMC Racing).
L'Allemand Marcel Kittel (Giant-Alpecin), lauréat de la première étape, s'adjuge le classement par points tandis que le Polonais Maciej Paterski (CCC Sprandi Polkowice) gagne celui de la montagne. Un autre Polonais, Kamil Gradek (Équipe nationale de Pologne), remporte le classement des sprints et la formation belge Lotto-Soudal finit meilleure équipe.

## Présentation

### Équipes
Dix-neuf équipes participent à ce Tour de Pologne - dix-sept WorldTeams, une équipe continentale professionnelle et une équipe nationale :
| UCI WorldTeams      | UCI WorldTeams | UCI WorldTeams |
| Nom de l'équipe     | Pays           | Code           |
| ------------------- | -------------- | -------------- |
| AG2R La Mondiale    | France         | ALM            |
| Astana              | Kazakhstan     | AST            |
| BMC Racing          | États-Unis     | BMC            |
| Cannondale-Garmin   | États-Unis     | TCG            |
| Etixx-Quick Step    | Belgique       | EQS            |
| FDJ                 | France         | FDJ            |
| Giant-Alpecin       | Allemagne      | TGA            |
| IAM                 | Suisse         | IAM            |
| Katusha             | Russie         | KAT            |
| Lampre-Merida       | Italie         | LAM            |
| Lotto NL-Jumbo      | Pays-Bas       | TLJ            |
| Lotto-Soudal        | Belgique       | LTS            |
| Movistar            | Espagne        | MOV            |
| Orica-GreenEDGE     | Australie      | OGE            |
| Sky                 | Royaume-Uni    | SKY            |
| Tinkoff-Saxo        | Russie         | TCS            |
| Trek Factory Racing | États-Unis     | TFR            |

| Équipe continentale professionnelle | Équipe continentale professionnelle | Équipe continentale professionnelle |
| Nom de l'équipe                     | Pays                                | Code                                |
| ----------------------------------- | ----------------------------------- | ----------------------------------- |
| CCC Sprandi Polkowice               | Pologne                             | CCC                                 |

| Équipe nationale            | Équipe nationale | Équipe nationale |
| Nom de l'équipe             | Pays             | Code             |
| --------------------------- | ---------------- | ---------------- |
| Équipe nationale de Pologne | Pologne          | POL              |

## Étapes
| Étape     | Date   | Villes étapes                        | type                        | Distance (km) | Vainqueur d'étape  | Leader du classement général |
| --------- | ------ | ------------------------------------ | --------------------------- | ------------- | ------------------ | ---------------------------- |
| 1re étape | 2 août | Varsovie – Varsovie                  | étape de plaine             | 122           | Marcel Kittel      | Marcel Kittel                |
| 2e étape  | 3 août | Częstochowa – Dąbrowa Górnicza       | étape de plaine             | 146           | Matteo Pelucchi    | Marcel Kittel                |
| 3e étape  | 4 août | Zawiercie – Katowice                 | étape de plaine             | 166           | Matteo Pelucchi    | Marcel Kittel                |
| 4e étape  | 5 août | Jaworzno – Nowy Sącz                 | étape de moyenne montagne   | 220           | Maciej Bodnar      | Kamil Zieliński              |
| 5e étape  | 6 août | Nowy Sącz – Zakopane                 | étape de montagne           | 223           | Bart De Clercq     | Bart De Clercq               |
| 6e étape  | 7 août | Terma Bukovina – Bukowina Tatrzańska | étape de montagne           | 174           | Sergio Henao       | Sergio Henao                 |
| 7e étape  | 8 août | Cracovie – Cracovie                  | contre-la-montre individuel | 25            | Marcin Białobłocki | Ion Izagirre                 |

## Déroulement de la course

### 1reétape
| Classement de l'étape | Classement de l'étape | Classement de l'étape | Classement de l'étape | Classement de l'étape |
|                       | Coureur               | Pays                  | Équipe                | Temps                 |
| --------------------- | --------------------- | --------------------- | --------------------- | --------------------- |
| 1er                   | Marcel Kittel         | Allemagne             | Giant Alpecin         | en 2 h 43 min 13 s    |
| 2e                    | Caleb Ewan            | Australie             | Orica-GreenEDGE       | m.t                   |
| 3e                    | Niccolò Bonifazio     | Italie                | Lampre-Merida         | m.t                   |
| 4e                    | Dennis van Winden     | Pays-Bas              | Lotto NL-Jumbo        | m.t                   |
| 5e                    | Sébastien Turgot      | France                | AG2R La Mondiale      | m.t                   |
| 6e                    | Kris Boeckmans        | Belgique              | Lotto-Soudal          | m.t                   |
| 7e                    | Andrea Guardini       | Italie                | Astana                | m.t                   |
| 8e                    | Lorrenzo Manzin       | France                | FDJ                   | m.t                   |
| 9e                    | Michał Kwiatkowski    | Pologne               | Etixx-Quick Step      | m.t                   |
| 10e                   | Ion Izagirre          | Espagne               | Movistar              | m.t                   |
| modifier              |                       |                       |                       |                       |

| Classement général | Classement général | Classement général | Classement général | Classement général |
|                    | Coureur            | Pays               | Équipe             | Temps              |
| ------------------ | ------------------ | ------------------ | ------------------ | ------------------ |
| 1er                | Marcel Kittel      | Allemagne          | Giant Alpecin      | en 2 h 43 min 3 s  |
| 2e                 | Caleb Ewan         | Australie          | Orica-GreenEDGE    | + 4 s              |
| 3e                 | Niccolò Bonifazio  | Italie             | Lampre-Merida      | + 6 s              |
| 4e                 | Dennis van Winden  | Pays-Bas           | Lotto NL-Jumbo     | + 10 s             |
| 5e                 | Sébastien Turgot   | France             | AG2R La Mondiale   | + 10 s             |
| 6e                 | Kris Boeckmans     | Belgique           | Lotto-Soudal       | + 10 s             |
| 7e                 | Andrea Guardini    | Italie             | Astana             | + 10 s             |
| 8e                 | Lorrenzo Manzin    | France             | FDJ                | + 10 s             |
| 9e                 | Michał Kwiatkowski | Pologne            | Etixx-Quick Step   | + 10 s             |
| 10e                | Ion Izagirre       | Espagne            | Movistar           | + 10 s             |
| modifier           |                    |                    |                    |                    |

### 2eétape
| Classement de l'étape | Classement de l'étape | Classement de l'étape | Classement de l'étape | Classement de l'étape |
|                       | Coureur               | Pays                  | Équipe                | Temps                 |
| --------------------- | --------------------- | --------------------- | --------------------- | --------------------- |
| 1er                   | Matteo Pelucchi       | Italie                | IAM                   | en 3 h 20 min 12 s    |
| 2e                    | Marcel Kittel         | Allemagne             | Giant Alpecin         | m.t                   |
| 3e                    | Giacomo Nizzolo       | Italie                | Trek Factory Racing   | m.t                   |
| 4e                    | Kris Boeckmans        | Belgique              | Lotto-Soudal          | m.t                   |
| 5e                    | Sacha Modolo          | Italie                | Lampre-Merida         | m.t                   |
| 6e                    | Niccolò Bonifazio     | Italie                | Lampre-Merida         | m.t                   |
| 7e                    | Salvatore Puccio      | Italie                | Sky                   | m.t                   |
| 8e                    | Lasse Norman Hansen   | Danemark              | Cannondale-Garmin     | m.t                   |
| 9e                    | Mitchell Docker       | Australie             | Orica-GreenEDGE       | m.t                   |
| 10e                   | Sébastien Turgot      | France                | AG2R La Mondiale      | m.t                   |
| modifier              |                       |                       |                       |                       |

| Classement général | Classement général | Classement général | Classement général  | Classement général |
|                    | Coureur            | Pays               | Équipe              | Temps              |
| ------------------ | ------------------ | ------------------ | ------------------- | ------------------ |
| 1er                | Marcel Kittel      | Allemagne          | Giant Alpecin       | en 6 h 3 min 9 s   |
| 2e                 | Caleb Ewan         | Australie          | Orica-GreenEDGE     | + 10 s             |
| 3e                 | Niccolò Bonifazio  | Italie             | Lampre-Merida       | + 12 s             |
| 4e                 | Giacomo Nizzolo    | Italie             | Trek Factory Racing | + 12 s             |
| 5e                 | Marcus Burghardt   | Allemagne          | BMC Racing          | + 13 s             |
| 6e                 | Kris Boeckmans     | Belgique           | Lotto-Soudal        | + 16 s             |
| 7e                 | Sébastien Turgot   | France             | AG2R La Mondiale    | + 16 s             |
| 8e                 | Salvatore Puccio   | Italie             | Sky                 | + 16 s             |
| 9e                 | Nikias Arndt       | Allemagne          | Giant Alpecin       | + 16 s             |
| 10e                | Lorrenzo Manzin    | France             | FDJ                 | + 16 s             |
| modifier           |                    |                    |                     |                    |

### 3eétape
| Classement de l'étape | Classement de l'étape | Classement de l'étape | Classement de l'étape       | Classement de l'étape |
|                       | Coureur               | Pays                  | Équipe                      | Temps                 |
| --------------------- | --------------------- | --------------------- | --------------------------- | --------------------- |
| 1er                   | Matteo Pelucchi       | Italie                | IAM                         | en 3 h 48 min 41 s    |
| 2e                    | Giacomo Nizzolo       | Italie                | Trek Factory Racing         | m.t                   |
| 3e                    | Tom Van Asbroeck      | Belgique              | Lotto NL-Jumbo              | m.t                   |
| 4e                    | Roberto Ferrari       | Italie                | Lampre-Merida               | m.t                   |
| 5e                    | Niccolò Bonifazio     | Italie                | Lampre-Merida               | m.t                   |
| 6e                    | Gianni Meersman       | Belgique              | Etixx-Quick Step            | m.t                   |
| 7e                    | Marcel Kittel         | Allemagne             | Giant Alpecin               | m.t                   |
| 8e                    | Paweł Franczak        | Pologne               | Équipe nationale de Pologne | m.t                   |
| 9e                    | Andrea Guardini       | Italie                | Astana                      | m.t                   |
| 10e                   | Roger Kluge           | Allemagne             | IAM                         | m.t                   |
| modifier              |                       |                       |                             |                       |

| Classement général | Classement général | Classement général | Classement général  | Classement général |
|                    | Coureur            | Pays               | Équipe              | Temps              |
| ------------------ | ------------------ | ------------------ | ------------------- | ------------------ |
| 1er                | Marcel Kittel      | Allemagne          | Giant Alpecin       | en 9 h 51 min 50 s |
| 2e                 | Giacomo Nizzolo    | Italie             | Trek Factory Racing | + 6 s              |
| 3e                 | Caleb Ewan         | Australie          | Orica-GreenEDGE     | + 10 s             |
| 4e                 | Marcus Burghardt   | Allemagne          | BMC Racing          | + 10 s             |
| 5e                 | Niccolò Bonifazio  | Italie             | Lampre-Merida       | + 12 s             |
| 6e                 | Tom Van Asbroeck   | Belgique           | Lotto NL-Jumbo      | + 12 s             |
| 7e                 | Sébastien Turgot   | France             | AG2R La Mondiale    | + 16 s             |
| 8e                 | Salvatore Puccio   | Italie             | Sky                 | + 16 s             |
| 9e                 | Lorrenzo Manzin    | France             | FDJ                 | + 16 s             |
| 10e                | Nikias Arndt       | Allemagne          | Giant Alpecin       | + 16 s             |
| modifier           |                    |                    |                     |                    |

### 4eétape
| Classement de l'étape | Classement de l'étape | Classement de l'étape | Classement de l'étape       | Classement de l'étape |
|                       | Coureur               | Pays                  | Équipe                      | Temps                 |
| --------------------- | --------------------- | --------------------- | --------------------------- | --------------------- |
| 1er                   | Maciej Bodnar         | Pologne               | Tinkoff-Saxo                | en 5 h 14 min 29 s    |
| 2e                    | Kamil Zieliński       | Pologne               | Équipe nationale de Pologne | + 0 s                 |
| 3e                    | Gatis Smukulis        | Lettonie              | Katusha                     | + 0 s                 |
| 4e                    | Caleb Ewan            | Australie             | Orica-GreenEDGE             | + 20 s                |
| 5e                    | Luka Mezgec           | Slovénie              | Giant-Alpecin               | + 20 s                |
| 6e                    | Tom Van Asbroeck      | Belgique              | Lotto NL-Jumbo              | + 20 s                |
| 7e                    | Lasse Norman Hansen   | Danemark              | Cannondale-Garmin           | + 20 s                |
| 8e                    | Silvan Dillier        | Suisse                | BMC Racing                  | + 20 s                |
| 9e                    | Lorrenzo Manzin       | France                | FDJ                         | + 20 s                |
| 10e                   | Sébastien Turgot      | France                | AG2R La Mondiale            | + 20 s                |
| modifier              |                       |                       |                             |                       |

| Classement général | Classement général | Classement général | Classement général          | Classement général |
|                    | Coureur            | Pays               | Équipe                      | Temps              |
| ------------------ | ------------------ | ------------------ | --------------------------- | ------------------ |
| 1er                | Kamil Zieliński    | Pologne            | Équipe nationale de Pologne | en 15 h 6 min 27 s |
| 2e                 | Maciej Bodnar      | Pologne            | Tinkoff-Saxo                | + 3 s              |
| 3e                 | Caleb Ewan         | Australie          | Orica-GreenEDGE             | + 22 s             |
| 4e                 | Marcus Burghardt   | Allemagne          | BMC Racing                  | + 22 s             |
| 5e                 | Tom Van Asbroeck   | Belgique           | Lotto NL-Jumbo              | + 24 s             |
| 6e                 | Sébastien Turgot   | France             | AG2R La Mondiale            | + 28 s             |
| 7e                 | Lorrenzo Manzin    | France             | FDJ                         | + 28 s             |
| 8e                 | Salvatore Puccio   | Italie             | Sky                         | + 28 s             |
| 9e                 | Michał Kwiatkowski | Pologne            | Etixx-Quick Step            | + 28 s             |
| 10e                | Alexey Lutsenko    | Kazakhstan         | Astana                      | + 28 s             |
| modifier           |                    |                    |                             |                    |

### 5eétape
| Classement de l'étape | Classement de l'étape | Classement de l'étape | Classement de l'étape | Classement de l'étape |
|                       | Coureur               | Pays                  | Équipe                | Temps                 |
| --------------------- | --------------------- | --------------------- | --------------------- | --------------------- |
| 1er                   | Bart De Clercq        | Belgique              | Lotto-Soudal          | en 5 h 48 min 49 s    |
| 2e                    | Diego Ulissi          | Italie                | Lampre-Merida         | + 3 s                 |
| 3e                    | Sébastien Reichenbach | Suisse                | IAM                   | + 3 s                 |
| 4e                    | Sergio Henao          | Colombie              | Sky                   | + 7 s                 |
| 5e                    | Ben Hermans           | Belgique              | BMC Racing            | + 7 s                 |
| 6e                    | Davide Rebellin       | Italie                | CCC Sprandi Polkowice | + 7 s                 |
| 7e                    | Fabio Aru             | Italie                | Astana                | + 7 s                 |
| 8e                    | Christophe Riblon     | France                | AG2R La Mondiale      | + 7 s                 |
| 9e                    | Ion Izagirre          | Espagne               | Movistar              | + 7 s                 |
| 10e                   | Ilnur Zakarin         | Russie                | Katusha               | + 7 s                 |
| modifier              |                       |                       |                       |                       |

| Classement général | Classement général    | Classement général | Classement général | Classement général  |
|                    | Coureur               | Pays               | Équipe             | Temps               |
| ------------------ | --------------------- | ------------------ | ------------------ | ------------------- |
| 1er                | Bart De Clercq        | Belgique           | Lotto-Soudal       | en 22 h 55 min 42 s |
| 2e                 | Diego Ulissi          | Italie             | Lampre-Merida      | + 4 s               |
| 3e                 | Davide Formolo        | Italie             | Cannondale-Garmin  | + 6 s               |
| 4e                 | Ben Hermans           | Belgique           | BMC Racing         | + 9 s               |
| 5e                 | Ion Izagirre          | Espagne            | Movistar           | + 9 s               |
| 6e                 | Sébastien Reichenbach | Suisse             | IAM                | + 9 s               |
| 7e                 | Fabio Aru             | Italie             | Astana             | + 15 s              |
| 8e                 | Sergio Henao          | Colombie           | Sky                | + 16 s              |
| 9e                 | Christophe Riblon     | France             | AG2R La Mondiale   | + 17 s              |
| 10e                | Ilnur Zakarin         | Russie             | Katusha            | + 17 s              |
| modifier           |                       |                    |                    |                     |

### 6eétape
| Classement de l'étape | Classement de l'étape | Classement de l'étape | Classement de l'étape | Classement de l'étape |
|                       | Coureur               | Pays                  | Équipe                | Temps                 |
| --------------------- | --------------------- | --------------------- | --------------------- | --------------------- |
| 1er                   | Sergio Henao          | Colombie              | Sky                   | en 4 h 38 min 27 s    |
| 2e                    | Diego Ulissi          | Italie                | Lampre-Merida         | + 8 s                 |
| 3e                    | Lawson Craddock       | États-Unis            | Giant-Alpecin         | + 8 s                 |
| 4e                    | Christophe Riblon     | France                | AG2R La Mondiale      | + 8 s                 |
| 5e                    | Fabio Aru             | Italie                | Astana                | + 8 s                 |
| 6e                    | Mikel Nieve           | Espagne               | Sky                   | + 11 s                |
| 7e                    | Ben Hermans           | Belgique              | BMC Racing            | + 11 s                |
| 8e                    | Ion Izagirre          | Espagne               | Movistar              | + 11 s                |
| 9e                    | Davide Formolo        | Italie                | Cannondale-Garmin     | + 11 s                |
| 10e                   | Bart De Clercq        | Belgique              | Lotto-Soudal          | + 16 s                |
| modifier              |                       |                       |                       |                       |

| Classement général | Classement général | Classement général | Classement général | Classement général  |
|                    | Coureur            | Pays               | Équipe             | Temps               |
| ------------------ | ------------------ | ------------------ | ------------------ | ------------------- |
| 1er                | Sergio Henao       | Colombie           | Sky                | en 25 h 34 min 15 s |
| 2e                 | Diego Ulissi       | Italie             | Lampre-Merida      | + 0 s               |
| 3e                 | Bart De Clercq     | Belgique           | Lotto-Soudal       | + 10 s              |
| 4e                 | Davide Formolo     | Italie             | Cannondale-Garmin  | + 11 s              |
| 5e                 | Ben Hermans        | Belgique           | BMC Racing         | + 14 s              |
| 6e                 | Ion Izagirre       | Espagne            | Movistar           | + 14 s              |
| 7e                 | Fabio Aru          | Italie             | Astana             | + 17 s              |
| 8e                 | Christophe Riblon  | France             | AG2R La Mondiale   | + 19 s              |
| 9e                 | Mikel Nieve        | Espagne            | Sky                | + 22 s              |
| 10e                | Ilnur Zakarin      | Russie             | Katusha            | + 27 s              |
| modifier           |                    |                    |                    |                     |

### 7eétape
| Classement de l'étape | Classement de l'étape | Classement de l'étape | Classement de l'étape       | Classement de l'étape |
|                       | Coureur               | Pays                  | Équipe                      | Temps                 |
| --------------------- | --------------------- | --------------------- | --------------------------- | --------------------- |
| 1er                   | Marcin Białobłocki    | Pologne               | Équipe nationale de Pologne | en 28 min 45 s        |
| 2e                    | Vasil Kiryienka       | Biélorussie           | Sky                         | + 2 s                 |
| 3e                    | Rick Flens            | Pays-Bas              | Lotto NL-Jumbo              | + 59 s                |
| 4e                    | Damien Howson         | Australie             | Orica-GreenEDGE             | + 1 min 9 s           |
| 5e                    | Jurgen Van den Broeck | Belgique              | Lotto-Soudal                | + 1 min 16 s          |
| 6e                    | Patrick Gretsch       | Allemagne             | AG2R La Mondiale            | + 1 min 23 s          |
| 7e                    | Ion Izagirre          | Espagne               | Movistar                    | + 1 min 24 s          |
| 8e                    | Ilnur Zakarin         | Russie                | Katusha                     | + 1 min 25 s          |
| 9e                    | Riccardo Zoidl        | Autriche              | Trek Factory Racing         | + 1 min 26 s          |
| 10e                   | Maciej Bodnar         | Pologne               | Tinkoff-Saxo                | + 1 min 26 s          |
| modifier              |                       |                       |                             |                       |

## Classements finals

### Classement général final
| Classement général final | Classement général final | Classement général final | Classement général final | Classement général final |
|                          | Coureur                  | Pays                     | Équipe                   | Temps                    |
| ------------------------ | ------------------------ | ------------------------ | ------------------------ | ------------------------ |
| 1er                      | Ion Izagirre             | Espagne                  | Movistar                 | en 26 h 4 min 38 s       |
| 2e                       | Bart De Clercq           | Belgique                 | Lotto-Soudal             | + 2 s                    |
| 3e                       | Ben Hermans              | Belgique                 | BMC Racing               | + 3 s                    |
| 4e                       | Ilnur Zakarin            | Russie                   | Katusha                  | + 14 s                   |
| 5e                       | Fabio Aru                | Italie                   | Astana                   | + 15 s                   |
| 6e                       | Diego Ulissi             | Italie                   | Lampre-Merida            | + 19 s                   |
| 7e                       | Christophe Riblon        | France                   | AG2R La Mondiale         | + 40 s                   |
| 8e                       | Sergio Henao             | Colombie                 | Sky                      | + 54 s                   |
| 9e                       | Davide Formolo           | Italie                   | Cannondale-Garmin        | + 1 min 23 s             |
| 10e                      | Mikel Nieve              | Espagne                  | Sky                      | + 1 min 32 s             |
| modifier                 |                          |                          |                          |                          |

### Classements annexes
| Classement par points | Classement par points | Classement par points | Classement par points | Classement par points |
| --------------------- | --------------------- | --------------------- | --------------------- | --------------------- |
|                       | Coureur               | Pays                  | Équipe                | Point(s)              |
| 1er                   | Marcel Kittel         | Allemagne             | Giant-Alpecin         | 53 points             |
| 2e                    | Sébastien Turgot      | France                | AG2R La Mondiale      | 44 pts                |
| 3e                    | Caleb Ewan            | Australie             | Orica-GreenEDGE       | 41 pts                |
| modifier              |                       |                       |                       |                       |

| Classement de la montagne | Classement de la montagne | Classement de la montagne | Classement de la montagne | Classement de la montagne |
| ------------------------- | ------------------------- | ------------------------- | ------------------------- | ------------------------- |
|                           | Coureur                   | Pays                      | Équipe                    | Point(s)                  |
| 1er                       | Maciej Paterski           | Pologne                   | CCC Sprandi Polkowice     | 44 points                 |
| 2e                        | Grega Bole                | Slovénie                  | CCC Sprandi Polkowice     | 40 pts                    |
| 3e                        | Edward Beltrán            | Colombie                  | Tinkoff-Saxo              | 38 pts                    |
| modifier                  |                           |                           |                           |                           |

| Classement des sprints | Classement des sprints | Classement des sprints | Classement des sprints      | Classement des sprints |
| ---------------------- | ---------------------- | ---------------------- | --------------------------- | ---------------------- |
|                        | Coureur                | Pays                   | Équipe                      | Point(s)               |
| 1er                    | Kamil Gradek           | Pologne                | Équipe nationale de Pologne | 8 points               |
| 2e                     | Marcin Białobłocki     | Pologne                | Équipe nationale de Pologne | 8 pts                  |
| 3e                     | Matej Mohorič          | Slovénie               | Cannondale-Garmin           | 4 pts                  |
| modifier               |                        |                        |                             |                        |

| Classement par équipes | Classement par équipes | Classement par équipes | Classement par équipes |
|                        | Équipe                 | Pays                   | Temps                  |
| ---------------------- | ---------------------- | ---------------------- | ---------------------- |
| 1re                    | Lotto-Soudal           | Belgique               | en 78 h 21 min 52 s    |
| 2e                     | BMC Racing             | États-Unis             | + 3 min 34 s           |
| 3e                     | Sky                    | Royaume-Uni            | + 8 min 26 s           |
| modifier               |                        |                        |                        |

### UCI World Tour
Ce Tour de Pologne attribue des points pour l'UCI World Tour 2015, par équipes uniquement aux équipes ayant un label WorldTeam, individuellement uniquement aux coureurs des équipes ayant un label WorldTeam.
| Position,          | 1er | 2e | 3e | 4e | 5e | 6e | 7e | 8e | 9e | 10e |
| Classement général | 100 | 80 | 70 | 60 | 50 | 40 | 30 | 20 | 10 | 4   |
| Par étape          | 6   | 4  | 2  | 1  | 1  |    |    |    |    |     |

| Rang | Coureur               | Équipe              | Points |
| ---- | --------------------- | ------------------- | ------ |
| 1    | Ion Izagirre          | Movistar            | 100    |
| 2    | Bart De Clercq        | Lotto-Soudal        | 86     |
| 3    | Ben Hermans           | BMC Racing          | 71     |
| 4    | Ilnur Zakarin         | Katusha             | 60     |
| 5    | Fabio Aru             | Astana              | 51     |
| 6    | Diego Ulissi          | Lampre-Merida       | 48     |
| 7    | Christophe Riblon     | AG2R La Mondiale    | 31     |
| 8    | Sergio Henao          | Sky                 | 27     |
| 9    | Matteo Pelucchi       | IAM                 | 12     |
| 10   | Davide Formolo        | Cannondale-Garmin   | 10     |
| 10   | Marcel Kittel         | Giant Alpecin       | 10     |
| 12   | Maciej Bodnar         | Tinkoff-Saxo        | 6      |
| 12   | Giacomo Nizzolo       | Trek Factory Racing | 6      |
| 14   | Caleb Ewan            | Orica-GreenEDGE     | 5      |
| 15   | Vasil Kiryienka       | Sky                 | 4      |
| 15   | Mikel Nieve           | Sky                 | 4      |
| 17   | Niccolò Bonifazio     | Lampre-Merida       | 3      |
| 18   | Lawson Craddock       | Giant-Alpecin       | 2      |
| 18   | Rick Flens            | Lotto NL-Jumbo      | 2      |
| 18   | Sébastien Reichenbach | IAM                 | 2      |
| 18   | Gatis Smukulis        | Katusha             | 2      |
| 18   | Tom Van Asbroeck      | Lotto NL-Jumbo      | 2      |
| 23   | Kris Boeckmans        | Lotto-Soudal        | 1      |
| 23   | Roberto Ferrari       | Lampre-Merida       | 1      |
| 23   | Damien Howson         | Orica-GreenEDGE     | 1      |
| 23   | Luka Mezgec           | Giant-Alpecin       | 1      |
| 23   | Sacha Modolo          | Lampre-Merida       | 1      |
| 23   | Sébastien Turgot      | AG2R La Mondiale    | 1      |
| 23   | Jurgen Van den Broeck | Lotto-Soudal        | 1      |
| 23   | Dennis van Winden     | Lotto NL-Jumbo      | 1      |

#### Classement individuel
Ci-dessous, le classement individuel de l'UCI World Tour à l'issue de la course.
| Rang | Coureur            | Équipe        | Points |
| ---- | ------------------ | ------------- | ------ |
| 1    | Alejandro Valverde | Movistar      | 532    |
| 2    | Christopher Froome | Sky           | 422    |
| 3    | Alberto Contador   | Tinkoff-Saxo  | 407    |
| 4    | Nairo Quintana     | Movistar      | 365    |
| 5    | Joaquim Rodríguez  | Katusha       | 322    |
| 6    | Richie Porte       | Sky           | 314    |
| 7    | Geraint Thomas     | Sky           | 283    |
| 8    | Rui Costa          | Lampre-Merida | 274    |
| 9    | Simon Špilak       | Katusha       | 269    |
| 10   | John Degenkolb     | Giant-Alpecin | 265    |

#### Classement par pays
Ci-dessous, le classement par pays de l'UCI World Tour à l'issue de la course.
| Rang | Pays        | Points |
| ---- | ----------- | ------ |
| 1    | Espagne     | 1 582  |
| 2    | Royaume-Uni | 973    |
| 3    | Colombie    | 814    |
| 4    | Italie      | 759    |
| 5    | France      | 752    |
| 6    | Australie   | 696    |
| 7    | Pays-Bas    | 692    |
| 8    | Belgique    | 517    |
| 9    | Allemagne   | 461    |
| 10   | Tchéquie    | 306    |

#### Classement par équipes
Ci-dessous, le classement par équipes de l'UCI World Tour à l'issue de la course.
| Rang | Équipe           | Points |
| ---- | ---------------- | ------ |
| 1    | Sky              | 1 246  |
| 2    | Movistar         | 1 242  |
| 3    | Katusha          | 1 130  |
| 4    | Etixx-Quick Step | 903    |
| 5    | Tinkoff-Saxo     | 777    |
| 6    | Astana           | 714    |
| 7    | BMC Racing       | 613    |
| 8    | Orica-GreenEDGE  | 507    |
| 9    | AG2R La Mondiale | 500    |
| 10   | Giant-Alpecin    | 490    |

## Évolution des classements
| Étape              | Vainqueur          | Classement général | Classement par points | Classement de la montagne | Classement des sprints | Classement par équipes |
| ------------------ | ------------------ | ------------------ | --------------------- | ------------------------- | ---------------------- | ---------------------- |
| 1                  | Marcel Kittel      | Marcel Kittel      | Marcel Kittel         | Adrian Kurek              | Matej Mohorič          | Lotto NL-Jumbo         |
| 2                  | Matteo Pelucchi    | Marcel Kittel      | Marcel Kittel         | Adrian Kurek              | Kamil Gradek           | Lotto NL-Jumbo         |
| 3                  | Matteo Pelucchi    | Marcel Kittel      | Marcel Kittel         | Adrian Kurek              | Marcin Białobłocki     | Lotto NL-Jumbo         |
| 4                  | Maciej Bodnar      | Kamil Zieliński    | Marcel Kittel         | Kamil Zieliński           | Kamil Gradek           | Tinkoff-Saxo           |
| 5                  | Bart De Clercq     | Bart De Clercq     | Marcel Kittel         | Grega Bole                | Kamil Gradek           | BMC Racing             |
| 6                  | Sergio Henao       | Sergio Henao       | Marcel Kittel         | Maciej Paterski           | Kamil Gradek           | Lotto-Soudal           |
| 7                  | Marcin Białobłocki | Ion Izagirre       | Marcel Kittel         | Maciej Paterski           | Kamil Gradek           | Lotto-Soudal           |
| Classements finals | Classements finals | Ion Izagirre       | Marcel Kittel         | Maciej Paterski           | Kamil Gradek           | Lotto-Soudal           |

## Liste des participants
- Liste de départ complète

| Légende                             | Légende                                                                                                  | Légende                          | Légende                                                                                         |
| ----------------------------------- | --- | -------------------------------- | ----------------------------------------------------------------------------------------------- |
| Num                                 | Dossard de départ porté par le coureur sur ce Tour de Pologne                                            | Pos                              | Position finale au classement général                                                           |
| Leader du classement général        | Indique le vainqueur du classement général                                                               | Leader du classement par points  | Indique le vainqueur du classement par points                                                   |
| Leader du classement de la montagne | Indique le vainqueur du classement de la montagne                                                        | Leader du classement des sprints | Indique le vainqueur du classement des sprints                                                  |
|                                     | Indique un maillot de champion national ou mondial, suivi de sa spécialité                               | #                                | Indique la meilleure équipe                                                                     |
| NP                                  | Indique un coureur qui n'a pas pris le départ d'une étape, suivi du numéro de l'étape où il s'est retiré | AB                               | Indique un coureur qui n'a pas terminé une étape, suivi du numéro de l'étape où il s'est retiré |
| HD                                  | Indique un coureur qui a terminé une étape hors des délais, suivi du numéro de l'étape                   |                                  |                                                                                                 |

| Tinkoff-Saxo TCS      | Tinkoff-Saxo TCS                   | Tinkoff-Saxo TCS |
| --------------------- | ---------------------------------- | ---------------- |
| Num                   | Coureur                            | Pos              |
| 1                     | Maciej Bodnar (POL)                | 85e              |
| 2                     | Paweł Poljański (POL)              | 53e              |
| 3                     | Jesper Hansen (DEN)                | 33e              |
| 4                     | Robert Kišerlovski (CRO)           | 19e              |
| 5                     | Chris Anker Sørensen (DEN) (Route) | 13e              |
| 6                     | Evgueni Petrov (RUS)               | 37e              |
| 7                     | Ivan Rovny (RUS)                   | AB-5             |
| 8                     | Edward Beltrán (COL)               | 76e              |
| Directeur sportif : ? |                                    |                  |

| Etixx-Quick Step EQS  | Etixx-Quick Step EQS             | Etixx-Quick Step EQS |
| --------------------- | -------------------------------- | -------------------- |
| Num                   | Coureur                          | Pos                  |
| 11                    | Michał Kwiatkowski (POL) (Route) | NP-6                 |
| 12                    | Michał Gołaś (POL)               | 51e                  |
| 13                    | Maxime Bouet (FRA)               | 47e                  |
| 14                    | Gianluca Brambilla (ITA)         | 26e                  |
| 15                    | David de la Cruz (ESP)           | AB-2                 |
| 16                    | Gianni Meersman (BEL)            | AB-6                 |
| 17                    | Petr Vakoč (CZE) (Route)         | 31e                  |
| 18                    | Carlos Verona (ESP)              | 42e                  |
| Directeur sportif : ? |                                  |                      |

| Astana AST            | Astana AST                  | Astana AST |
| --------------------- | --------------------------- | ---------- |
| Num                   | Coureur                     | Pos        |
| 21                    | Fabio Aru (ITA)             | 5e         |
| 22                    | Borut Božič (SLO)           | AB-6       |
| 23                    | Dario Cataldo (ITA)         | 39e        |
| 24                    | Andrea Guardini (ITA)       | AB-5       |
| 25                    | Alexey Lutsenko (KAZ) (Clm) | AB-6       |
| 26                    | Diego Rosa (ITA)            | 28e        |
| 27                    | Paolo Tiralongo (ITA)       | 24e        |
| 28                    | Andrey Zeits (KAZ)          | 29e        |
| Directeur sportif : ? |                             |            |

| Sky SKY               | Sky SKY                     | Sky SKY |
| --------------------- | --------------------------- | ------- |
| Num                   | Coureur                     | Pos     |
| 31                    | Ian Boswell (USA)           | 52e     |
| 32                    | Philip Deignan (IRL)        | 62e     |
| 33                    | Sergio Henao (COL)          | 8e      |
| 34                    | Vasil Kiryienka (BLR) (Clm) | 89e     |
| 35                    | David López García (ESP)    | 55e     |
| 36                    | Mikel Nieve (ESP)           | 10e     |
| 37                    | Salvatore Puccio (ITA)      | 43e     |
| 38                    | Xabier Zandio (ESP)         | 107e    |
| Directeur sportif : ? |                             |         |

| Lampre-Merida LAM     | Lampre-Merida LAM        | Lampre-Merida LAM |
| --------------------- | ------------------------ | ----------------- |
| Num                   | Coureur                  | Pos               |
| 41                    | Przemysław Niemiec (POL) | 57e               |
| 42                    | Niccolò Bonifazio (ITA)  | AB-6              |
| 43                    | Mattia Cattaneo (ITA)    | 44e               |
| 44                    | Roberto Ferrari (ITA)    | AB-6              |
| 45                    | Sacha Modolo (ITA)       | AB-5              |
| 46                    | Manuele Mori (ITA)       | 40e               |
| 47                    | Diego Ulissi (ITA)       | 6e                |
| 48                    | Valerio Conti (ITA)      | 66e               |
| Directeur sportif : ? |                          |                   |

| BMC Racing BMC        | BMC Racing BMC             | BMC Racing BMC |
| --------------------- | -------------------------- | -------------- |
| Num                   | Coureur                    | Pos            |
| 51                    | Darwin Atapuma (COL)       | 30e            |
| 52                    | Marcus Burghardt (GER)     | AB-6           |
| 53                    | Alessandro De Marchi (ITA) | 59e            |
| 54                    | Silvan Dillier (SUI) (Clm) | 49e            |
| 55                    | Ben Hermans (BEL)          | 3e             |
| 56                    | Amaël Moinard (FRA)        | 18e            |
| 57                    | Dylan Teuns (BEL)          | AB-6           |
| 58                    | Peter Velits (SVK)         | 35e            |
| Directeur sportif : ? |                            |                |

| Movistar MOV          | Movistar MOV             | Movistar MOV |
| --------------------- | ------------------------ | ------------ |
| Num                   | Coureur                  | Pos          |
| 61                    | Alex Dowsett (GBR) (Clm) | AB-4         |
| 62                    | Igor Antón (ESP)         | 34e          |
| 63                    | Eros Capecchi (ITA)      | 54e          |
| 64                    | Ion Izagirre (ESP)       | 1er          |
| 65                    | Juan José Lobato (ESP)   | AB-4         |
| 66                    | Jasha Sütterlin (GER)    | 106e         |
| 67                    | Francisco Ventoso (ESP)  | 65e          |
| 68                    | Beñat Intxausti (ESP)    | AB-5         |
| Directeur sportif : ? |                          |              |

| Orica-GreenEDGE OGE   | Orica-GreenEDGE OGE    | Orica-GreenEDGE OGE |
| --------------------- | ---------------------- | ------------------- |
| Num                   | Coureur                | Pos                 |
| 71                    | Caleb Ewan (AUS)       | 100e                |
| 72                    | Mitchell Docker (AUS)  | 91e                 |
| 73                    | Brett Lancaster (AUS)  | 112e                |
| 74                    | Christian Meier (CAN)  | 41e                 |
| 75                    | Damien Howson (AUS)    | 94e                 |
| 76                    | Simon Clarke (AUS)     | AB-6                |
| 77                    | Mathew Hayman (AUS)    | 88e                 |
| 78                    | Ivan Santaromita (ITA) | AB-6                |
| Directeur sportif : ? |                        |                     |

| Giant-Alpecin TGA     | Giant-Alpecin TGA         | Giant-Alpecin TGA |
| --------------------- | ------------------------- | ----------------- |
| Num                   | Coureur                   | Pos               |
| 81                    | Marcel Kittel (GER)       | 104e              |
| 82                    | Lawson Craddock (USA)     | 17e               |
| 83                    | Tom Stamsnijder (NED)     | 108e              |
| 84                    | Bert De Backer (BEL)      | 113e              |
| 85                    | Johannes Fröhlinger (GER) | 56e               |
| 86                    | Nikias Arndt (GER)        | NP-5              |
| 87                    | Caleb Fairly (USA)        | AB-1              |
| 88                    | Luka Mezgec (SLO)         | 92e               |
| Directeur sportif : ? |                           |                   |

| Trek Factory Racing TFR | Trek Factory Racing TFR  | Trek Factory Racing TFR |
| ----------------------- | ------------------------ | ----------------------- |
| Num                     | Coureur                  | Pos                     |
| 91                      | Eugenio Alafaci (ITA)    | NP-5                    |
| 92                      | Fumiyuki Beppu (JPN)     | 79e                     |
| 93                      | Marco Coledan (ITA)      | 110e                    |
| 94                      | Giacomo Nizzolo (ITA)    | AB-4                    |
| 95                      | Yaroslav Popovych (UKR)  | 95e                     |
| 96                      | Jesse Sergent (NZL)      | 98e                     |
| 97                      | Kristof Vandewalle (BEL) | NP-4                    |
| 98                      | Riccardo Zoidl (AUT)     | 14e                     |
| Directeur sportif : ?   |                          |                         |

| Katusha KAT           | Katusha KAT                | Katusha KAT |
| --------------------- | -------------------------- | ----------- |
| Num                   | Coureur                    | Pos         |
| 101                   | Maxim Belkov (RUS)         | NP-3        |
| 102                   | Sven Erik Bystrøm (NOR)    | 71e         |
| 103                   | Sergey Chernetskiy (RUS)   | 81e         |
| 104                   | Sergueï Lagoutine (RUS)    | AB-6        |
| 105                   | Gatis Smukulis (LAT) (Clm) | 93e         |
| 106                   | Eduard Vorganov (RUS)      | 20e         |
| 107                   | Anton Vorobyev (RUS)       | AB-5        |
| 108                   | Ilnur Zakarin (RUS)        | 4e          |
| Directeur sportif : ? |                            |             |

| Lotto NL-Jumbo TLJ    | Lotto NL-Jumbo TLJ      | Lotto NL-Jumbo TLJ |
| --------------------- | ----------------------- | ------------------ |
| Num                   | Coureur                 | Pos                |
| 111                   | Robert Gesink (NED)     | NP-3               |
| 112                   | Tom Van Asbroeck (BEL)  | 96e                |
| 113                   | George Bennett (NZL)    | 21e                |
| 114                   | Rick Flens (NED)        | 111e               |
| 115                   | Martijn Keizer (NED)    | 109e               |
| 116                   | Bert-Jan Lindeman (NED) | 60e                |
| 117                   | Bram Tankink (NED)      | 48e                |
| 118                   | Dennis van Winden (NED) | 83e                |
| Directeur sportif : ? |                         |                    |

| Lotto-Soudal # LTS    | Lotto-Soudal # LTS                | Lotto-Soudal # LTS |
| --------------------- | --------------------------------- | ------------------ |
| Num                   | Coureur                           | Pos                |
| 121                   | Sander Armée (BEL)                | 32e                |
| 122                   | Kris Boeckmans (BEL)              | AB-6               |
| 123                   | Vegard Breen (NOR)                | 63e                |
| 124                   | Jasper De Buyst (BEL)             | AB-6               |
| 125                   | Bart De Clercq (BEL)              | 2e                 |
| 126                   | Maxime Monfort (BEL)              | 16e                |
| 127                   | Jurgen Van den Broeck (BEL) (Clm) | 15e                |
| 128                   | Boris Vallée (BEL)                | AB-6               |
| Directeur sportif : ? |                                   |                    |

| Cannondale-Garmin TCG | Cannondale-Garmin TCG      | Cannondale-Garmin TCG |
| --------------------- | -------------------------- | --------------------- |
| Num                   | Coureur                    | Pos                   |
| 131                   | Moreno Moser (ITA)         | 45e                   |
| 132                   | Alberto Bettiol (ITA)      | AB-6                  |
| 133                   | Davide Formolo (ITA)       | 9e                    |
| 134                   | Lasse Norman Hansen (DEN)  | AB-6                  |
| 135                   | Alan Marangoni (ITA)       | AB-6                  |
| 136                   | Matej Mohorič (SLO)        | 70e                   |
| 137                   | Kristoffer Skjerping (NOR) | 101e                  |
| 138                   | Davide Villella (ITA)      | 36e                   |
| Directeur sportif : ? |                            |                       |

| AG2R La Mondiale ALM  | AG2R La Mondiale ALM      | AG2R La Mondiale ALM |
| --------------------- | ------------------------- | -------------------- |
| Num                   | Coureur                   | Pos                  |
| 141                   | Gediminas Bagdonas (LTU)  | 105e                 |
| 142                   | Carlos Betancur (COL)     | NP-1                 |
| 143                   | Guillaume Bonnafond (FRA) | 69e                  |
| 144                   | Patrick Gretsch (GER)     | 103e                 |
| 145                   | Rinaldo Nocentini (ITA)   | 64e                  |
| 146                   | Axel Domont (FRA)         | 68e                  |
| 147                   | Christophe Riblon (FRA)   | 7e                   |
| 148                   | Sébastien Turgot (FRA)    | 99e                  |
| Directeur sportif : ? |                           |                      |

| IAM                   | IAM                         | IAM  |
| --------------------- | --------------------------- | ---- |
| Num                   | Coureur                     | Pos  |
| 151                   | Vicente Reynés (ESP)        | 78e  |
| 152                   | Clément Chevrier (FRA)      | 46e  |
| 153                   | Stefan Denifl (AUT)         | DSQ  |
| 154                   | Jonathan Fumeaux (SUI)      | 84e  |
| 155                   | Roger Kluge (GER)           | 97e  |
| 156                   | Matteo Pelucchi (ITA)       | AB-6 |
| 157                   | Sébastien Reichenbach (SUI) | 12e  |
| 158                   | Lawrence Warbasse (USA)     | 25e  |
| Directeur sportif : ? |                             |      |

| FDJ                   | FDJ                      | FDJ  |
| --------------------- | ------------------------ | ---- |
| Num                   | Coureur                  | Pos  |
| 161                   | Arnold Jeannesson (FRA)  | 58e  |
| 162                   | Kenny Elissonde (FRA)    | 23e  |
| 163                   | Murilo Fischer (BRA)     | AB-6 |
| 164                   | Matthieu Ladagnous (FRA) | AB-4 |
| 165                   | Olivier Le Gac (FRA)     | 86e  |
| 166                   | Lorrenzo Manzin (FRA)    | AB-6 |
| 167                   | Laurent Pichon (FRA)     | 74e  |
| 168                   | Jussi Veikkanen (FIN)    | 90e  |
| Directeur sportif : ? |                          |      |

| CCC Sprandi Polkowice CCC | CCC Sprandi Polkowice CCC          | CCC Sprandi Polkowice CCC |
| ------------------------- | ---------------------------------- | ------------------------- |
| Num                       | Coureur                            | Pos                       |
| 171                       | Maciej Paterski (POL)              | 27e                       |
| 172                       | Grega Bole (SLO)                   | 73e                       |
| 173                       | Branislau Samoilau (BLR)           | 38e                       |
| 174                       | Jan Hirt (CZE)                     | 67e                       |
| 175                       | Nikolay Mihaylov (BUL) (Route/Clm) | 72e                       |
| 176                       | Davide Rebellin (ITA)              | 11e                       |
| 177                       | Marek Rutkiewicz (POL)             | 61e                       |
| 178                       | Adrian Kurek (POL)                 | AB-6                      |
| Directeur sportif : ?     |                                    |                           |

| Équipe nationale de Pologne POL | Équipe nationale de Pologne POL | Équipe nationale de Pologne POL |
| ------------------------------- | ------------------------------- | ------------------------------- |
| Num                             | Coureur                         | Pos                             |
| 181                             | Dariusz Batek (POL)             | 82e                             |
| 182                             | Paweł Bernas (POL)              | AB-6                            |
| 183                             | Marcin Białobłocki (POL)        | 102e                            |
| 184                             | Paweł Franczak (POL)            | 75e                             |
| 185                             | Kamil Gradek (POL)              | 87e                             |
| 186                             | Adam Stachowiak (POL)           | 80e                             |
| 187                             | Tomasz Marczyński (POL)         | 22e                             |
| 188                             | Kamil Zieliński (POL)           | 77e                             |
| Directeur sportif : ?           |                                 |                                 |